# ローズ・チェリモ
ローズ・チェリモ（Rose Chelimo、1989年7月12日 - ）は、ケニア出身でバーレーン国籍の陸上競技選手。専門は長距離走。

## 人物
2010年9月26日のパリ－ヴェルサイユマラソン（フランス）に出場し、56分31秒のタイムで第2位となったのが、本格的なランナーとしてのキャリアの第一歩である。また2010年のパリ20㎞ロードレースで1時間7分27秒のタイムで優勝している。
2015年3月にリスボン（ポルトガル）で開催されたリスボン・ハーフマラソンでは1時間8分22秒のタイムで優勝、続く6月にチェスケー・ブジェヨヴィツェ（チェコ）で開催されたチェスケー・ブジェヨヴィツェハーフマラソンにて1時間12分1秒のタイムで優勝した。このレースの後、2015年8月18日付でケニア国籍からバーレーン国籍に異動した。
2016年、3月にソウル（大韓民国）で開催されたソウル国際マラソンでは2時間24分14秒で優勝。8月、リオデジャネイロオリンピックでは女子マラソン競技にバーレーン代表として出場し、2時間27分36秒で8位に入賞した。
2017年、4月のボストンマラソン（アメリカ合衆国）に出場、優勝したエドナ・キプラガト（ケニア）に次いで、2時間22分51秒のパーソナルベストタイムを出して2位に入着した。同年8月、ロンドン（英国）での2017年世界陸上競技選手権大会・女子マラソンに出走。レース終盤の35㎞まで先頭集団は団子状態だったが、この地点から抜け出たエドナ・キプラガトと終盤での一騎打ちとなり、残り2㎞でキプラガトを振り切り、そのまま2時間27分11秒で1位に入線、世界選手権では自身初優勝を達成し金メダル獲得を飾った。
2018年、8月のジャカルタアジア競技大会・女子マラソンに出場。高温多湿の過酷な条件の中、25Km過ぎに2位・銀メダリストの日本代表・野上恵子らを自らのロングスパートで突き放し、その後は完全な独走状態と成る。結果、2時間34分51秒のタイムで優勝・金メダリストに輝いた。。